# Salon odmítnutých

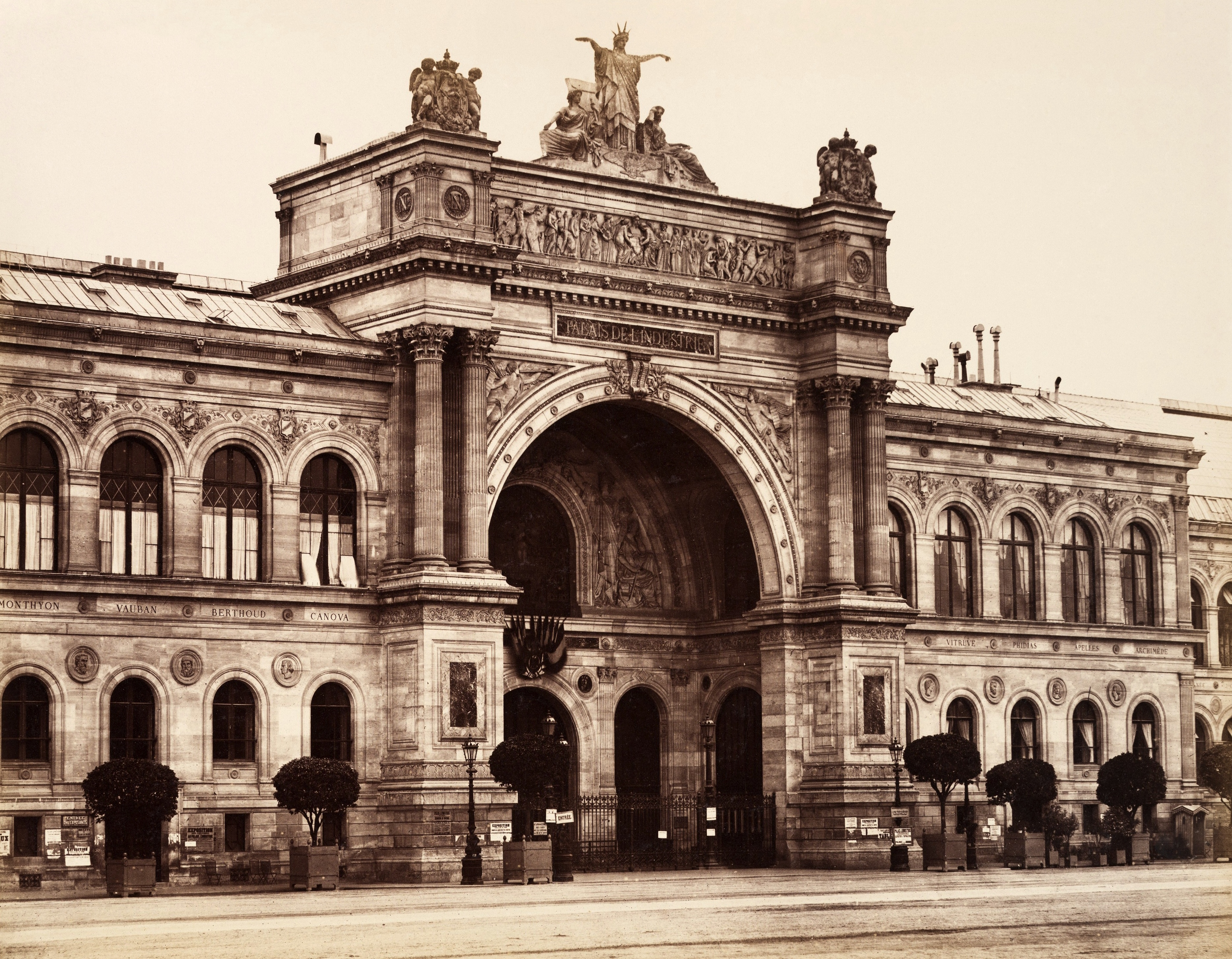
Průmyslový palác, Paříž, místo konání výstavy. Foto: Édouard Baldus.

Salon odmítnutých (francouzsky: Salon des refusés) je název výstav prací odmítnutých porotou oficiálního Pařížského salonu, ale primárně termín označuje výstavu „Salon des refusés“ z roku 1863. Dnes tento název odkazuje na jakoukoli výstavu prací odmítnutých uměleckou porotou.

## Historie salónu z roku 1863
Pařížský salon, sponzorovaný francouzskou vládou a Akademií výtvarných umění, se konal každoročně a byl přehlídkou toho nejlepšího z prací, které komise akademiků pro výstavu vybrala. Medaile Salonu byla zárukou úspěšné umělecké kariéry; vítězové dostávali oficiální zakázky od francouzské vlády a byli vyhledáváni pro portréty a soukromé projekty. Od 18. století byly obrazy klasifikované podle žánru. Rozděleny byly podle této hierarchie; obrazy s historickými tématy byly hodnoceny jako první, následovaly portréty, poté krajinomalba, žánrové scény a nakonec obrazy zátiší. Porota v čele s Comte de Nieuwerkerkem, ředitelem Akademie výtvarných umění, byla velmi konzervativní; byl očekáván realismus takřka fotografický avšak idealizovaný.
Kolem přijetí či odmítnutí přihlášeného díla existovalo mnoho intrik. Velké boje byly také kolem umístění obrazu v galerii, vzhledem k přeplněnosti výstavních prostor bylo dobré umístění velmi důležité. V roce 1851 se Gustavu Courbetovi podařilo dostat jeden obraz na Salon, byl to obraz Enterrement á Ornans (Pohřeb v Ornans) a v roce 1852 byl přijat jeho obraz Baigneuses, což způsobilo skandál mezi kritiky i veřejností. Očekávány byly romantizované akty v klasickém prostředí, takže v roce 1855 Salon odmítl všechny Courbetovy obrazy. Již ve třicátých letech 19. století se v pařížských uměleckých galeriích konaly malé, soukromé výstavy děl odmítnutých porotci Salonu. Courbet byl nucen si zorganizovat vlastní výstavu nazvanou „Le Realism“ v soukromé galerii. Soukromé výstavy přitahovaly mnohem méně pozornosti ze strany tisku a patronů a práce umělců zaujala jen nepříliš širokou veřejnost.

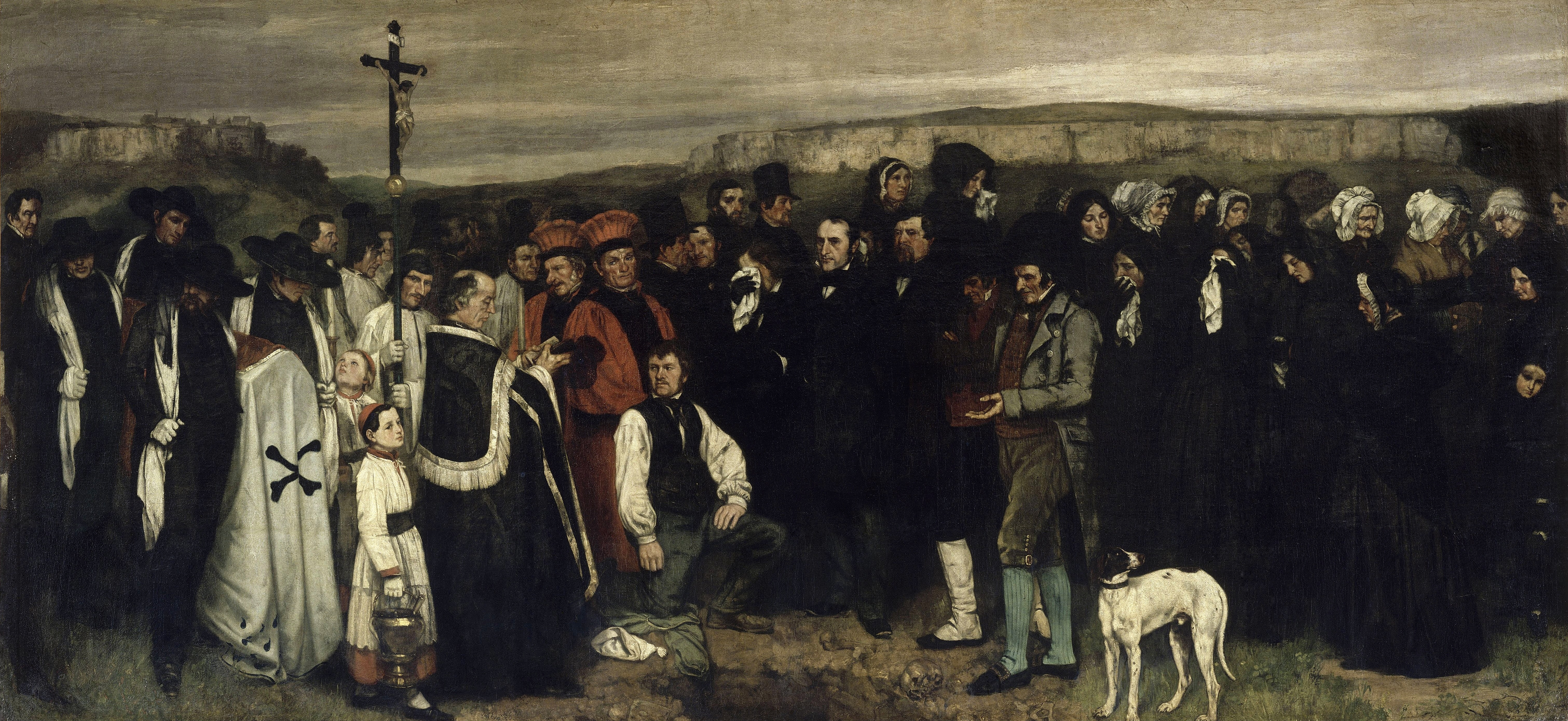
Gustave Courbet, Pohřeb v Ornans

V roce 1863 porota Salonu odmítla dvě třetiny prezentovaných obrazů, včetně děl Gustava Courbeta, Édouarda Maneta, Camille Pissarra a Johana Jongkinda. Odmítnutí umělci a jejich přátelé protestovali a protesty se donesly až k císaři Napoleonovi III. Císař preferoval sice tradiční umělecký styl; zakoupil díla umělců, jako je Alexandre Cabanel a Franz Xaver Winterhalter. Ovšem byl také citlivý na veřejné mínění. Jeho úřad vydal prohlášení: „Císař reaguje na četné stížnosti na téma uměleckých děl, které porota výstavy odmítla. Jeho Veličenstvo, které si přeje, aby veřejnost posoudila legitimitu těchto stížností, rozhodla, že umělecká díla, která byla odmítnuta, by měla být vystavena v jiné části Průmyslového paláce“. Denně navštívilo Salon odmítnutých více než tisíc návštěvníků. Novinář Émile Zola oznámil, že se návštěvníci snažili dostat do přeplněných galerií, kde visely odmítnuté obrazy, a místnosti byly plné smíchu diváků. Kritici a veřejnost zesměšňovali „odmítnuté“, mezi kterými byli i dnes velmi slavné obrazy Édouarda Maneta Déjeuner sur l'herbe (Snídaně v trávě) a obraz Jamese McNeill Whistlera Symphony in White, No. 1: The White Girl (Bílá symfonie, č. 1: Bílá dívka). Pozornost kritiků však také na druhou stranu také legitimizovala vznikající avantgardu v malbě.

James McNeill Whistler, Bílá symfonie, č. 1: Bílá dívka

Impresionisté úspěšně vystavovali svá díla mimo tradiční Salon počátkem roku 1874. Následné „Salony odmítnutých“ se konaly v Paříži v letech 1874, 1875 a 1886, kdy klesala popularita Pařížského salónu pro ty, kdo se více zajímali o impresionismus.

## Díla z výstavy

### Bílá symfonie, č. 1: Bílá dívka
V roce 1861 se do Paříže na nějaký čas vrátil James Abbott McNeill Whistler. Namaloval zde své slavné dílo Bílá symfonie, č. 1: Bílá dívka. Portrét jeho milenky, romantické múzy Joanny Hiffernan byl vytvořen jako jednoduchá studie v bílém; jiní to však viděli jinak. Vlivný umělecký kritik Jules-Antoine Castagnary si myslel, že obraz je alegorií ztracené nevinnosti mladé nevěsty. Jiní spojovali obraz s populárním románem Williama Wilkie Collinse The Woman in White (Žena v bílém). V Anglii někteří považovali obraz za portrét ve stylu prerafaelitů. Žena na obraze drží v levé ruce lilie a stojí na medvědí kůži, což podle některých lze interpretovat jako symbol chtíče a mužnosti. Medvědí hlava hrozivě zírá na diváka. Podle tradicionalistů trvali Whistlerovi příznivci na tom, že obraz je „zjevení s duchovním obsahem“ a že je to ztělesněná teorie, zabývající se harmonickým uspořádáním barev, nikoliv doslovným zobrazením přírodního světa.
Whistler začal pracovat na Bílé dívce krátce po 3. prosinci 1861, s úmyslem přihlásit obraz na prestižní výroční výstavu Královské akademie umění. Navzdory nemoci dokončil obraz 11. dubna. Bílá barva, kterou Whistler použil, obsahovala olovo a během jeho práce na obraze o rozměrech 215 cm × 108 cm dostal umělec takovou dávku olova, že onemocněl. Konzervativní londýnská Royal Academy obraz odmítla. Whistler pak obraz přihlásil na Pařížský salon, konaný v roce 1863. Obraz byl také odmítnut. Veřejnost měla možnost vidět obraz vystavený spolu s jinými odmítnutými díly v Salonu odmítnutých. Salon odmítnutých byl projektem schváleným císařem Napoleonem III. jako protest proti komisi, která v roce 1863 z více než 5 000 předložených obrazů 2 217 odmítla.
V dopise Georgovi du Maurier (jeho vnučka byla Daphne du Maurier) Whistler v roce 1862 napsal: „...žena v krásných bílých šatech, stojící proti oknu, které filtruje světlo přes průhlednou bílou mušelínovou oponu – ale postavu osvětluje silné světlo zprava, kromě rusých vlasů je na obraze nádherná brilantní bílá.
Whistler předal obraz Akademii, ale podle Joanny Hiffernan očekával, že bude odmítnut. Důvodem mohlo být i to, že v předchozím roce, v roce 1861, jiný obraz vyvolal malý skandál. Způsobil ho malíř a sochař Edwin Henry Landseer a jeho The Shrew Tamed ukazující koně a ženu odpočívající na zemi poblíž zvířete. Modelka jménem Ann Gilbert byla profesionální jezdkyně, nicméně se brzy začalo říkat, že to byla vlastně Catherine Walters, notoricky známá londýnská kurtizána. Whistlerův obraz připomínal obraz Landseerův, ale porotci byli příliš opatrní, aby to přiznali. Bílá dívka byla předložena Akademii spolu se třemi lepty, z nichž všechny byly přijaty, zatímco obraz přijat nebyl. Whistler jej tedy vystavil v malé galerii Berners Street Gallery v Londýně. Příští rok se Whistler pokusil o vystavení obrazu na Salonu v Paříži – oficiální výtvarné výstavě Académie des Beaux-Arts (Akademie výtvarných umění), ale také tam byl odmítnut. Obraz byl přijat na výstavu Salon odmítnutých, která byla zahájena 15. května, dva týdny po zahájení oficiálního Salónu.

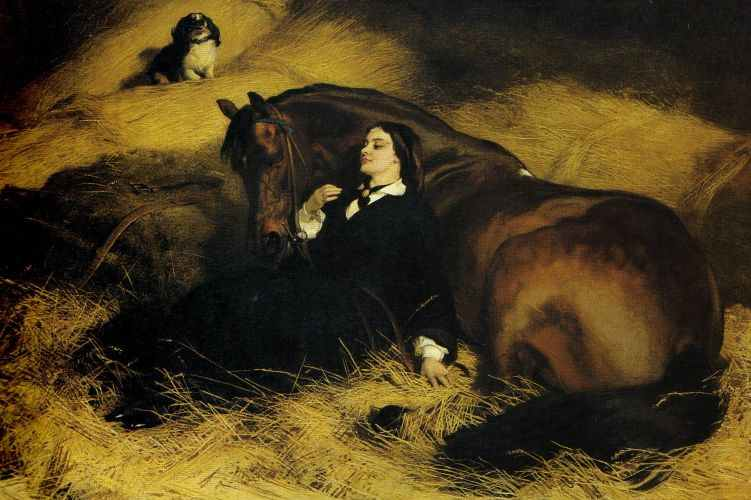
Sir Edwin Henry Landseer, Zkrocení zlé ženy (The Shrew Tamed)

Ačkoli Whistlerův obraz nezůstal nepovšimnut, zastínil ho Manetův obraz Déjeuner sur l'herbe (Snídaně v trávě), který veřejnost i kritiky doslova šokoval. Spor kolem obrazu byl popsán v románu Émile Zoly L'Œuvre (Dílo) z roku 1886. Whistlerův obraz byl vnímán převážně příznivě, i přesto Zola cítil nutnost dílo obhajovat, zvláště po odmítnutí, které Whistler zažil v Londýně a v Paříži. Dílo oceňovali i jeho umělečtí kolegové Manet, malíř Gustave Courbet a básník Charles Baudelaire. Umělecký kritik Théophile Thoré-Bürger viděl v obraze pokračování tradice Goyi a Velázqueze. Byli ovšem i tací, kteří byli dílu méně nakloněni, někteří francouzští kritici viděli tento styl anglického prerafaelity jako poněkud výstřední.

### Snídaně v trávě

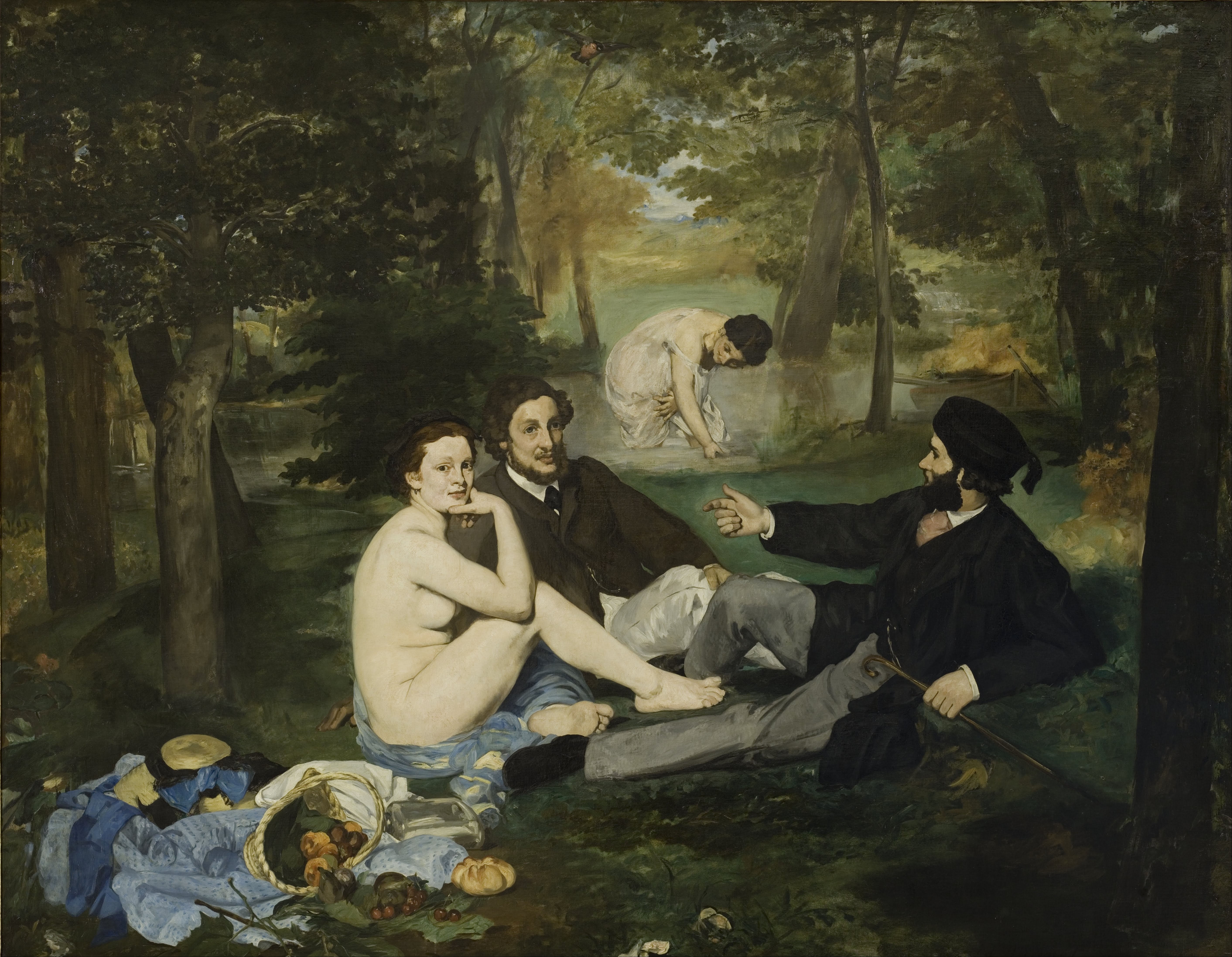
Edouard Manet, Snídaně v trávě

Obraz odmítnutý porotou v roce 1863 Manet vystavil spolu s dalšími dvěma obrazy ve stejném roce na Salonu odmítnutých. Pro svůj erotický a v té době nezvyklý námět způsobil obraz rozruch a spory, ale zároveň inspiroval další umělce. Vyvolal veřejný zájem a také kontroverzi u veřejnosti i u kritiků a v podstatě zůstal kontroverzní dodnes. Na obraze je nahá žena spolu s další spoře oblečenou koupající se ženu v pozadí, jak piknikují se dvěma zcela oblečenými muži. Některé umělce inspiroval, jiným například Odilonu Redonovi se obraz nelíbil. O díle diskutuje také Marcel Proust ve své práci Remembrance of Things Past (Vzpomínka na věci minulé). Jeden výklad obrazu je, že líčí bujnou prostituci v Boulogneském lesíku, velkém parku na západním okraji Paříže. Prostituce byla v Paříži běžná, ale téma bylo považováno za umělecké tabu. Boulogneský les je dodnes známý jako místo pro vyhledávání prostitutek a nedovolené sexuální aktivity po setmění, stejně jako tomu bylo v 19. století. Émile Zola napsal:
Snídaně v trávě je největší dílo Édouarda Maneta, v němž si realizuje sen všech malířů: umístit do krajiny postavy v jejich přirozené vznešenosti. Vidíme sílu, s níž tento problém vyřešil. Vidíme listoví, kmeny stromů v pozadí, řeku, ve které se koupe žena v košilce; v popředí sedí dva mladí muži naproti druhé ženě, která právě vyšla z vody a suší svou nahou kůži pod širým nebem. Tato nahá žena skandalizovala veřejnost, která na plátně vidí jen ji. Můj bože! Jaká neslušnost: žena bez sebemenšího zakrytí mezi dvěma oblečenými muži! To přece nebylo nikdy viděno. A tato víra je veliký omyl, protože v Louvru je více než padesát maleb, na kterých jsou ukázány společnosti osob oblečených a nahých. Nikdo však nepůjde do Louvru vyvolávat skandál. Dav se navíc nechal přesvědčit aby neposuzoval Snídani v trávě jako opravdové umělecké dílo; vidí v něm jen nějaké piknikující osoby, které se právě vykoupaly. Dav věří, že umělec záměrně vložil obscénní téma do obrazu, zatímco umělec se jednoduše snažil zobrazením protikladů rozechvět veřejnost. Malíři, zejména Édouard Manet, který je analytickým malířem, nemají takové zaujetí pro toto téma, které nadmíru trápí dav; předmět je pouze záminkou k malování, zatímco pro dav existuje jediný subjekt. A to, že nahá žena na takovém obraze je zde jen proto aby umělci poskytla příležitost malovat trochu masa. To, co je třeba vidět na obraze, není jen snídaně v trávě; je to celá krajina, její vitalita a její jemnost, krajina je zobrazena pevná a solidní; vpředu lehké lahůdky, které jsou jemně modelovány světlem stejně jako modelka a její pružné a silné tělo, v pozadí zaujme silueta ženy v košilce, která vytváří nádhernou skvrnu bílé uprostřed zeleně listů. Stručně řečeno, tato velká kompozice je plná atmosféry, tento kout přírody, zobrazený s jednoduchostí tak prostou; to vše lze v této scenérii obdivovat, umělec vložil do své scény všechny vzácné v ní obsažené jednotlivosti.

Dnes je obraz Snídaně v trávě vystaven v pařížském Muzeu Orsay; předchozí, menší verze se nachází v Londýně v Courtauldově institutu umění.

## Odkaz
Historik umění Albert Boime napsal: “Salon des refusés představil demokratickou koncepci systému více stylů (podobně jako multi-party systém) podléhající přezkumu obecné poroty veřejnosti„.